# Mirákl (román)
Mirákl je původně dvousvazkový román Josefa Škvoreckého, jenž patří do série částečně autobiografických románů s hlavní postavou Danielem "Danny" Smiřickým. Nosným tématem jsou události kolem číhošťského zázraku a s ním spojené vraždy faráře Josefa Toufara, v textu zvaného Doufal. Jak sám autor nicméně v dovětku přiznává, sloužily mu tyto jen „jako odrazový můstek představivosti; jinak je příběh i charakter důstojného pána Doufala a jeho zázraku zcela vymyšlen.“ Záběr románu je však mnohem širší a podává obraz Československa ovládaného komunistickou stranou od roku 1949, kdy došlo k číhošťskému zázraku, až do roku 1970 a potlačení dozvuků pražského jara. Jméno románu znamená v překladu zázrak a odkazuje tak především na dva zázraky — nejen na ten náboženský v Číhošti, ale i na zázrak politický v podobě demokratizace komunistického totalitního režimu v Československu. Domnělých záhad a malých zázraků se však v textu vyskytuje více, jako například vyprávění žida Kohna o jeho vycestování z Němci obsazené Prahy či historky politického vězně Pohorského z jeho nuceného pobytu v jáchymovských uranových dolech.

## Styl a kontext
Škvorecký zde poprvé použil metodu promyšleného zmatku Josepha Conrada, která je podle jeho názoru „vhodná pro zpodobení naší konfúzní doby“. Příběh je roztřepen do několika na sebe navazujících a vzájemně propletených dějových linek, které postupem času dotvářejí složitou mozaiku životních osudů protagonistů na pozadí dějinných událostí let období komunismu. Text vykazuje detektivní prvky s gradací děje, který však nevede k rozuzlení, nýbrž zanechává čtenáře v nejistotě, kdo tedy za číhošťským zázrakem stojí. Danny se nesnaží sebe sama prezentovat jako hrdinu, ale spíš jako člověka, který chce mít co nejmíň problémů se státní mocí.
Mirákl je první Škvoreckého knihou, kterou napsal v emigraci — vznikala mezi lety 1969 a 1972. Chronologicky se jedná o volné pokračování románu Tankový prapor, na něž pak dále volně navazuje román Příběh inženýra lidských duší. Autorovo alter ego se v různých dílčích vypravováních vrací do doby svého působení na vyšší dívčí škole v Kostelci, pár měsíců před odvodem na vojnu a tedy před děním Tankového praporu. Pozdější kapitoly pak líčí události pražského jara, autorovu skepsi z probíhajících změn a pak následné obsazení vojsky Varšavské smlouvy. Zhruba od poloviny knihy se začínají objevovat i střípky z Dannyho krátkodobého pobytu v Americe a celý román končí dva roky po vpádu sovětských vojsk, přičemž Danny Smiřický zůstává, na rozdíl od Škvoreckého, v komunistickém Československu. Životem v emigraci a vracení se ve vzpomínkách do rodného Československa se pak zabývá Příběh inženýra lidských duší.
Román je zalidněn množstvím smyšlených i skutečných postav. Ty ovšem v románu vystupují pod pozměněnými jmény — kromě faráře Doufala odkazujícího na Toufara je tak například postava karikující Václava Havla v textu označována jako „světoznámý dramatik Hejl“, o spisovateli Vladimíru Páralovi se hovoří jako o „velmi nadaném prozaikovi Nabalovi“, Pavel Kohout je zobrazen jako básník Vrchcoláb, Jan Procházka jako Pivonka, Luděk Pachman jako šachový velmistr Bukavec atp. Všechny tyto postavy jsou zobrazeny značně negativně (nejvíce Havel, Kohout a Procházka), naopak pozitivně je zobrazen autor utopií Očenáš (jehož předobrazem je scifista Josef Nesvadba). Stejně tak jsou dosti soucitně vystiženi Jan Zahradníček (básník Kopula) či Marie Majerová (národní umělkyně Marie Burdychová - v níž jsou však možná i segmenty Jarmily Glazarové). V textu se vyskytuje nemalé množství vět a slovních spojení v němčině, angličtině a ruštině, ale třeba i latinské citáty z Bible. Popis se rozhodně nevyhýbá erotickým scénám, viz jednu z ukázek níže. Kromě odkazů na reálné události a postavy se v románě objevují i narážky na autorovy dřívější detektivky či operety. Jeho román Tankový prapor je v textu překřtěn na Tankový pluk a po příjezdu okupačních vojsk mu za něj hrozí postih, viz jednu z ukázek.

## Děj
Děj je velmi mnohovrstevnatý a v následujícím je proto podán jen jeho hrubý přibližný souhrn. Příběh začíná příjezdem mladého Dannyho Smiřického do Kostelce, kam nastupuje jako učitel na místní vyšší dívčí školu. Zde se záhy spřátelí s dr. Gellenem, učitelem zdravovědy, cynickým elegánem a proutníkem v jedné osobě. Kromě nového zaměstnání čeká v Kostelci na Dannyho i pokročilá fáze kapavky, kterou si přivezl ze školení a kterou musí několik týdnů léčit. Vynucená abstinence je jediným důvodem, proč Danny odolává svodům své vyspělé žákyně Vlasty Kožíškové, zvané Liška. Svoji zdrženlivost jí však vysvětluje jako projev katolické zbožnosti. Liška začne chodit na katechismus k velebnému pánovi Doufalovi a spolu s Dannym se účastní Doufalových kázání v kapli Panny Marie pod Kobylí hlavou u Kostelce. Při jedné mši se na oltáři sama od sebe několikrát pohne soška sv. Josefa, což nejen v Lišce zanechá hluboký dojem. Ačkoliv se Danny vlastně stává očitým svědkem zázraku, samotný zázrak prospí a ze spánku ho vytrhuje nastalý rozruch.
Školní rok a tím i Dannyho učitelské angažmá v Kostelci končí maturitou, kdy přesvědčená komunistka, ředitelka Ivana Hrozná, s dobrým srdcem protlačí i přes protesty části učitelského sboru k maturitě všechny dívky, bez ohledu na třídní původ. Cenou za to je, že se jedna z dívek musí v místních novinách distancovat od svého otce, kulaka, což nakonec s velkým sebezapřením učiní. Danny poté nastupuje na vojnu, po níž se dostává do Prahy mezi literáty a ač nestraník získává přístup i k politicky činným osobám. Liška se mezitím vdá, což jí však nebrání mít jedno dítě s Gellenem a druhé s Dannym.
Zhruba dvacet let po zázraku v kapli Panny Marie pod Kobylí hlavou se jeden z Dannyho známých, redaktor Jůzl, snaží v sérii článků odhalit, co se tehdy skutečně stalo a jak moc v tom měla prsty StB, bílých míst je však stále mnoho. Danny Jůzlovi svoji přítomnost na osudné mši zamlčuje. Současně dochází ve společnosti k uvolňování poměrů, lidé se přestávají bát dávat svůj názor najevo a vyhlížet lepší budoucnost, což Danny pozoruje s notnou dávkou skepse a ironie. Začíná se upozorňovat na staré křivdy a ředitelce Hrozné z Kostelce je vyčítáno, že kdysi donutila jednu ze svých svěřenkyň se veřejně zříci svého otce. Přítrž demokratizačním snahám v Československu učiní vpád vojsk Varšavské smlouvy. Danny pomáhá s odjezdem za hranice své známé s malými dětmi, ale sám se vrací nazpět. Ředitelka kostelecké dívčí školy v deziluzi a následkem veřejného zostuzení spáchá sebevraždu. V závěru knihy si Danny uvědomí, že Gellen též sehrál jistou roli v zázraku v kapli Panny Marie a konfrontuje ho se svými zjištěními. Ten se mu vysměje a upozorní ho na chyby v dedukci. Zázrak zůstává tak nadále zázrakem.

## Ukázky
- Redaktor Jůzl, snažící se objasnit roli StB v číhošťském zázraku, konfrontuje devatenáct let po zázraku kádra Ponykla s očitým svědectvím jedné z tehdy přítomných žen:

„My komunisti, váženej pane! Však neni eště všem dnum konec!“ „Uklidněte se,“ pravil Jůzl, „a odpovězte mi – jestli jste toho schopen – aspoň na jednu otázku: Proč jste si tak jist, že páter Doufal byl vinen a že ohledně radiomechanického zařízení anonym nemluví pravdu?“ „Já ho přeci moc dobře znal! Byl to lump a zabedněnej fanatik!“ „Lump, který se pro svou víru nechal umučit?“ Dědek vylítl, jako když ho píchne: „Todle sem netahejte, jó? Umřel na žaludeční vředy. To je taky teďkon velká móda. Bérijovský gorily, že jó?“ „Podle svědectví očité svědkyně měl páter Doufal na levé ruce vytrhané nehty.“ „Koukněte, ňáká pitomá ženská – dyť je to devatenáct let! Ta si to taky mohla vymyslet, žejó, aby se dostala do novin. Každej si teďkon najednou vzpomíná! Ta bába taky, s těma květinama. To nejsou žádný důkazy! Ani jeden!“

- O vpádu sovětských vojsk do Prahy se Danny dozví telefonicky od svého přítele Očenáše:

V pokoji bylo ticho, v dálce vrčel motor nějakého letadla. Letiště bylo asi pět kilometrů na západ od mého obydlí. Přímo nad barákem nabírali směr na přistávací plochu a dělalo to vždycky strašný rámus. Zvykl jsem si na to. Ze spánku mě to už nebudilo. Ležel jsem, zaposlouchaný do povědomých zvuků nočního provozu na hlavní břevnovské tepně. Neslábly. Na tu pozdní hodinu byl provoz trochu nezvyklý. Otevřel jsem oči. Žlutá lucerna v obláčku noční mlhy klidně svítila za oknem. Znova explodoval telefon. Sáhl jsem po něm. – „Smiřický.“; – „Experiment se nezdařil.“; – „Di do prdele!“ řekl jsem s citem a podvědomě jsem se zaposlouchal do vrčení někde ve výšce. V poloprobuzeném mozku mi došlo, že to nevypadá na nějaký noční boeing, který, třeba kvůli mlze, nemůže přistát a krouží nad letištěm. Neprobuzená půlka mozku přišla naráz k vědomí. Najednou mi autor utopií nemusel už nic říkat. To před tím nebyl sen. To jenom splynuly dvě můry, noční a denní, v můru skutečnosti. Opakoval jsem do sluchátka – a do hlasu se mi proti vlastní vůli vloudilo nečekané zklamání: „Di do prdele, Očenáši!“; – „Už tam sem. S tebou. Bratři přijeli.“; – „Ty letadla? To jsou oni?“; – „Taky. A od Mělníka se blíží pancéřová čela. U vás ve Vokovicích už můžou pomalu bejt. Mrkni se z okna.“

- Lizetě, Dannyho známosti, se po srpnovém vpádu dostane do rukou rukopis Tankového pluku a pod pohrůžkou, že Dannyho nevydaný text odevzdá státní moci, Lizeta Dannyho sexuálně vydírá. Dannyho reakce je nejednoznačná:

Sedl jsem si na ni rozkročmo a chytil jsem ji za krk. „Chceš mě zavraždit?“ zašeptala posměšně. Seděl jsem jí na břiše, její vzrušená ňadra sevřená mezi svými stehny; najednou mě to taky vzrušilo. „Zabiju tě,“ řekl jsem, ale ona kurvím instinktem vycítila, že má bojovnost slábne. „Přece ne takhle. To by tě hned chytli.“ [...] Přesto jsem ji nechtěl do té míry pokoušet. Vztekle jsem se převalil na záda a ležel jsem na posteli vzrušený, plný nenávisti, postrašený a zničený. Pak se vrátila. Měsíční světlo vyparádilo její nahou nádheru lákavou opalizací kůže. Ležel jsem na zádech s rukama za hlavou. Hupla na postel a posadila se na mě jako na koně. Rukama se mi opřela o ramena, plná bílá ňadra s tmavými hroty se mi zahoupala před obličejem. Baziliščí oči zeleně zajiskřily a Lizeta řekla: „A seš muj, Daniláku, abys věděl. Budeš chodit na zazvonění, a když nepřijdeš, tak u tebe doma zazvoní estébé.“ Ta představa ji tak vzrušila, že začala nádherným zadkem horlivě pracovat v mém klíně.